# Front uni de libération kanak
 (décembre 2016).
Si vous disposez d'ouvrages ou d'articles de référence ou si vous connaissez des sites web de qualité traitant du thème abordé ici, merci de compléter l'article en donnant les références utiles à sa vérifiabilité et en les liant à la section « Notes et références ».
Le Front uni de libération kanak (FULK) est un parti indépendantiste néo-calédonien créé en 1977. Partisan de la lutte armée pour l'accession de l'île à la pleine souveraineté, il incarnait l'aile gauche du Front de libération nationale kanak et socialiste (FLNKS) avec le Parti de libération kanak (Palika) —son aile plus modérée étant incarnée par l'Union calédonienne et le Parti socialiste calédonien. Parfois plus radical que le Palika, il s'oppose aux accords de Matignon et quitte le FLNKS en 1989, puis se rebaptise CPPK (Congrès populaire du peuple kanak) avant de reprendre finalement son nom d'origine.
C'est un membre du FULK, Djubelly Wéa, qui assassine le 4 mai 1989 Jean-Marie Tjibaou, président du FLNKS, et son bras droit Yeiwéné Yeiwéné, lors de la commémoration de la prise d'otages d'Ouvéa. Il s'agit du dernier épisode sanglant des années 1980 en Nouvelle-Calédonie.